# Ventrikelflimmer
Ventrikelflimmer (VF), eller kammarflimmer är en akut, allvarlig typ av hjärtrytmrubbning, som yttrar sig i så snabb och oregelbunden puls att det i praktiken är detsamma som hjärtstopp. 
Som alla rytmstörningar är orsaken till ventrikelflimmer elektriskt kaos i hjärtat. Impulser till kontraktion utlöses med mycket hög frekvens vilket gör att hjärtat inte kontraherar utan flimrar (dallrar, fladdrar). Vid lägre frekvens benämns detta ventrikelfladder. Personen blir medvetslös, eftersom hjärtverksamheten inte förmår försörja kroppens organ med blod. 
Ventrikelflimmer kan utlösas av en allvarlig hjärtsjukdom, förgiftning, kraftiga elstötar, störningar i elektrolytbalansen, tillbud nära döden (kvävning, drunkning, förfrysning), med mera.
En person med ventrikelflimmer ska omedelbart ges hjärt-lungräddning, i annat fall leder tillståndet till döden. Ventrikelflimmer hävs genom att defibrillera.